# Florida (Massachusetts)
|  | Dieser Artikel wurde aufgrund von inhaltlichen Mängeln auf der Qualitätssicherungsseite des Projektes USA eingetragen. Hilf mit, die Qualität dieses Artikels auf ein akzeptables Niveau zu bringen, und beteilige dich an der Diskussion! Eine nähere Beschreibung der zu behebenden Mängel fehlt. |

Florida ist ein Ort im Berkshire County in Massachusetts (USA). Florida wurde 1805 offiziell gegründet. Das U.S. Census Bureau hat bei der Volkszählung 2020 eine Einwohnerzahl von 694 ermittelt.
Im Gemeindegebiet liegt das Ostportal des Hoosac Tunnels sowie mit Whitcomb Summit (Höhe 2172 Fuß), der höchste Punkt des Mohawk Trail.